# Список награждённых орденом Ленина в 1941 году
22 июня 1941 года началась Великая Отечественная война и 8 июля Президиум Верховного Совета СССР вынес первый указ о наградах за подвиги, совершённые в ходе боевых действий.
Ниже представлен список из 200 награждённых орденом Ленина в 1941 году (за исключением награждённых за боевые подвиги в Великой Отечественной войне). В их числе 9 одновременно получившие звания Герой Социалистического Труда .
Указами Президиума Верховного Совета СССР от:

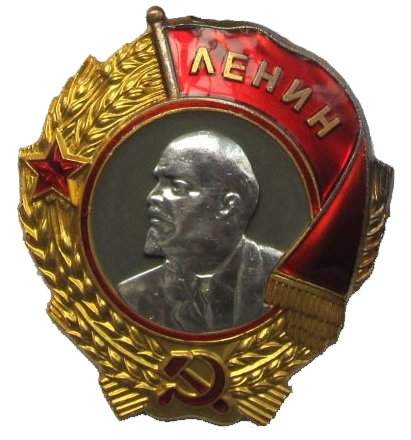
Орден Ленина третьего типа (1936—1943)

## Январь
42 награждённых.

### 3 января
- О награждении артиллерийского завода № 172 имени В. М. Молотова

- «В ознаменование 75- летнего юбилея арт. завода № 172 имени В. М. Молотова и за заслуги в области создания и освоения в производстве новых образцов вооружения наградить арт. завод № 172 имени В. М. Молотова орденом Ленина.»

- О награждении работников артиллерийского завода № 172 имени В. М. Молотова

- «В ознаменование 75-летнего юбилея артиллерийского завода № 172 имени В. М. Молотова и за заслуги в области создания и освоения в производстве новых образцов вооружения» награждены:

1. Бессарабенко Алексей Константинович — начальник сборки
2. Галанин, Михаил Иванович — токарь
3. Гуренко, Сергей Петрович — главный конструктор
4. Гилев, Александр Петрович — кузнец
5. Ушаков, Василий Иванович — производственный мастер

### 11 января
- О награждении работников Дальстроя

- За «успешное выполнение установленного Правительством плана производства по Дальстрою» награждены:

1. Батов, Александр Дмитриевич — начальник Западного Горного управления
2. Богданов, Георгий Николаевич — начальник Южного Горного управления
3. Виноградов, Владислав Аркадьевич — начальник прииска
4. Глазунова, Галина Ивановна — начальник участка прииска
5. Комаров, Александр Николаевич — старший инженер обогатительных фабрик
6. Ляшко, Владимир Трофимович — начальник районного Геологоразведочного управления
7. Толстой Иван Васильевич — инструктор пневматического, бурения, бурильщик-рекордсмен
8. Цареградский, Валентин Александрович — начальник Геологоразведочного управления Дальстроя
9. Челидзе, Леонид Филиппович — начальник участка прииска
10. Шабарин, Георгий Николаевич — начальник прииска

- О награждении работников Ордена Ленина артиллерийского завода № 92 имени И. В. Сталина

- За «выдающиеся заслуги в деле вооружения Красной Армии, за создание и освоение в производстве новых образцов вооружения» награждены:

1. Елян, Амо Сергеевич — директор завода
2. Набатов, Иван Иванович — слесарь
3. Олевский, Мордух Зиселевич — главный инженер

### 24 января
- О награждении работников ЦНИИ авиационного моторостроения имени П. И. Баранова

- За «выдающиеся успехи по созданию новых типов вооружения для Красного Воздушного Флота» награждены:

1. Андрианов, Степан Иванович — токарь
2. Каширин, Алексей Васильевич — начальник института
3. Яковлев, Владимир Михайлович — главный конструктор

### 31 января
- О награждении работников Донецкого Индустриального Института имени Н. С. Хрущёва

- В ознаменование 20-летнего юбилея института «за выдающиеся заслуги в деле подготовки высококвалифицированных инженерно-технических кадров, и оказываемую институтом помощь шахтам и заводам Донбасса» награждён:

- Пугач, Исай Маркович — бывший директор, организатор Донецкого Индустриального Института

- О награждении передовиков промышленности, сельского хозяйства, работников науки и искусства Киргизской ССР

- В связи с пятнадцатилетним юбилеем Киргизской ССР, за «достижения в развитии промышленности, сельского хозяйства, науки и искусства» награждены:

1. Алимов, Сали — звеньевой колхоза имени Кирова Сузакского района Джалал-Абадской области
2. Амраева, Каламкаш — сборщица хлопка колхоза «Джанаил» Фрунзенского района Ошской области
3. Анаров, Алля — звеньевой колхоза имени Молотова Араванского района Ошской области
4. Байсариева, Сукай — звеньевая колхоза «Кумдюбе» Кочкорского района Тянь-Шаньской области
5. Голотов, Николай Иванович — заведующий шахтой № 1—1-бис рудника «Кзыл-Кия» Ошской области
6. Джандыбаев, Исмандьяр — чабан колхоза имени Ленина Кагановичского района Фрунзенской области
7. Исмаилов, Абдурахим — первый секретарь Сузакского райкома КП(б) Киргизии Джалалабадской области
8. Каримов, Кадыр — учитель средней школы № 5 города Фрунзе
9. Кайназарова, Суракан — звеньевая колхоза имени Калинина Кагановичского района Фрунзенской области
10. Кочкарбаев, Изак — председатель колхоза «Кенеш» Кантского района Фрунзенской области
11. Кулатов, Турабай — председатель Совнаркома Киргизской ССР
12. Мамарасулов, Сабыткул — звеньевой колхоза имени Ворошилова Сузакского района Джалал-Абадской области
13. Мурзатов, Джиембай — председатель колхоза имени Сталина Карасуйского, района Ошской области
14. Обманов, Андрей Яковлевич — комбайнёр Беловодской МТС Сталинского района Фрунзенской области
15. Осташевский, Яков Абрамович — первый секретарь Ленинского райкома КП(б) Киргизии Джалал-Абадской области
16. Раимбердыев, Кунгурбай — бурильщик угольного рудника «Сулюкта» Сулюктинского района Ошской области
17. Сулейманов, Турсуналы — председатель колхоза имени Нариманова Ошского, района Ошской области
18. Толубаев, Асаналы — председатель Президиума Верховного Совета Киргизской ССР
19. Тюлегенов, Шариф Акносьевич — старший ветеринарный врач земельного отдела Узгенского райсовета депутатов трудящихся Ошской области

## Февраль
82 награждённых.

### 1 февраля
- О присвоении звания Героя Социалистического Труда академику Чаплыгину С А.

- За «выдающиеся научные достижения в области аэродинамики, открывшие широкие возможности для серьёзного повышения скоростей боевых самолётов», награждён:

-  академик Чаплыгин, Сергей Алексеевич — заслуженный деятель науки, профессор ЦАГИ, руководитель советской школы теоретической аэродинамики, ранее награждённый орденами Ленина и Трудового Красного Знамени, в день 50-летнего юбилея его научной деятельности.

### 3 февраля
- О награждении тов. Ворошилова К. Е.

- За «выдающиеся заслуги в деле строительства Большевистской партии и Советского государства, в деле организации и укрепления Красной Армии», награждён:

- товарищ Ворошилов, Климент Ефремович

### 14 февраля
- О награждении начальствующего состава и красноармейцев пограничных войск НКВД

- «В ознаменование XX годовщины пограничных войск НКВД СССР, отмечая самоотверженность и мужество в охране границ Социалистической Родины, а также достижения в деле боевой и политической подготовки войск», награждены:

1. красноармеец Иванов, Василий Петрович
2. полковник Поленов, Виталий Сергеевич
3. старший лейтенант Пылёв, Виктор Иванович
4. генерал-майор Филиппов, Тарас Филиппович

### 21 февраля
- О награждении работников Госплана СССР

- В ознаменование 20-летия Госплана и «за успехи в деле планирования народного хозяйства», награждены:

1. Вознесенский Николай Алексеевич — председатель Госплана СССР
2. Сабуров, Максим Захарович — первый заместитель председателя Госплана СССР, ранее награждённый орденом Трудового Красного Знамени

### 22 февраля
- О награждении Военной академии механизации и моторизации Красной Армии имени И. В. Сталина

- В ознаменование 10-й годовщины Военной академии  и «за выдающиеся успехи в подготовке кадров для автобронетанковых войск Красной Армии», награждена:

- Военная академия механизации и моторизации Красной Армии имени И. В. Сталина

- О награждении орденами и медалями СССР начальствующего и рядового состава Красной Армии

- В ознаменование XXIII годовщины Красной Армии, «за успешное выполнение боевых заданий и выдающиеся достижения в боевой и политической подготовке и воспитании войск», награждены:

1. генерал-майор Астанин, Андрей Никитович
2. капитан Бауков, Николай Платонович
3. капитан Березуцский, Алексей Петрович
4. корпусной комиссар Богаткин, Владимир Николаевич
5. майор Бойченко, Григорий Васильевич
6. заместитель политрука Варзаков, Александр Иванович
7. генерал-лейтенант Ватутин, Николай Фёдорович
8. генерал-майор Власов, Андрей Андреевич
9. младший лейтенант Волков, Николай Кириллович
10. генерал-лейтенант Герасименко, Василий Филиппович
11. генерал-лейтенант Голиков, Филипп Иванович
12. младший лейтенант Горлов, Михаил Сергеевич
13. корпусной комиссар Кожевников, Сергей Константинович
14. корпусной комиссар Колобяков, Александр Филаретович
15. генерал-майор Корнилов, Иван Алексеевич
16. генерал-майор инженерных войск Котляр, Леонтий Захарович
17. младший командир Ксенофонтов, Яков Алексеевич
18. генерал-лейтенант Кузнецов, Фёдор Исидорович
19. полковник Леденёв, Тихон Васильевич
20. младший лейтенант Мартьянов, Василий Гаврилович
21. младший командир Митрофанов, Николай Васильевич
22. лейтенант Пеньковский, Эдуард Лукьянович
23. генерал-лейтенант Попов, Маркиан Михайлович
24. младший командир Рябцев, Владимир Ильич
25. майор Сбытов, Григорий Ананьевич
26. майор Серёгин, Алексей Фадеевич
27. младший лейтенант Смирнов, Василий Васильевич
28. капитан Соболев, Николай Григорьевич
29. генерал-лейтенант Соколовский, Василий Данилович
30. младший командир Степанов, Сергей Михайлович
31. генерал армии Тюленев, Иван Владимирович
32. генерал-лейтенант танковых войск Федоренко, Яков Николаевич
33. полковник Фёдоров, Василий Николаевич
34. генерал-лейтенант Черевиченко, Яков Тимофеевич
35. генерал-лейтенант артиллерии Яковлев, Николай Дмитриевич

### 24 февраля
- О награждении передовиков промышленности, сельского хозяйства, науки и искусства Грузинской ССР

- В связи с 20-летним юбилеем Грузинской ССР, «за достижения в развитии промышленности, сельского хозяйства, науки и искусства», награждены:

1. Алавидзе, Георгий Артёмович — заместитель наркома земледелия Грузинской ССР
2. Бакрадзе, Валериан Минаевич — председатель Совнаркома Грузинской ССР
3. Барамия, Михаил Иванович — первый секретарь Абхазского обкома и Сухумского горкома КП(б) Грузии
4. Биркая, Арчил Филиппович — главный инженер и заместитель начальника Колхидстроя
5. Гавтадзе, Каленик Георгиевич — очистник рудника им. Димитрова, треста «Чиатурмарганец»
6. Гигаури, Захарий Цкалобович — бригадир колхоза им. Берия села Бербуки Горийского района
7. Гогуадзе, Шота Александрович — окулировщик цитрусовых саженцев  Урекского лимономандаринового совхоза Махарадзевского района
8. Делба, Михаил Константинович — председатель Президиума Верховного Совета Абхазской АССР
9. Джабуа, Васо Виссарионович — председатель колхоза им. Берия села Натанеби Махарадзевского района.
10. Джанашиа, Симон Николаевич — профессор, заместитель председатель Грузинского филиала Академии наук СССР.
11. Закарейшвили, Евгения Батломовна — ткачиха Тбилисской шёлкоткацкой фабрики
12. Илуридзе, Константин, Михайлович — кузнец Тбилисского паровозо-вагоноремонтного завода им. Сталина
13. Ишханов, Сергей Мартынович — второй секретарь Тбилисского горкома КП(б) Грузии
14. Кварацхелия, Тарасий Караманович — профессор Грузинского сельскохозяйственного института им. Л. П. Берия
15. Кецховели, Николай Николаевич — заместитель директор по учебной и научной части Грузинского сельскохозяйственного института им. Л. П. Берия
16. Кочламазашвили, Иосиф Дмитриевич — председатель исполкома Тбилисского горсовета депутатов трудящихся
17. Курашвили, Виссарион Ясонович — первый секретарь Махарадзевского райкома КП(б) Грузии
18. Лазариашвили, Михаил Николаевич — бригадир тракторной бригады Алазанской МТС Сигнахского района
19. Лекишвили, Иван Илларионович — первый секретарь Тбилисского сельского райкома КП(б) Грузии
20. Махарадзе, Филипп Евсеевич — председатель Президиума Верховного Совета Грузинской ССР
21. Мгеладзе, Акакий Иванович — управляющий трестом «Грузнефть»
22. Мусхелишвили, Николай Иванович — академик, председатель Грузинского филиала Академии наук СССР
23. Нарсия, Григорий Евсеевич — первый секретарь Кутаисского горкома КП(б) Грузии
24. Нуцубидзе, Шалва Дмитриевич — первый секретарь Лагодехского райкома КП(б) Грузии
25. Пественидзе, Ион Михайлович — председатель колхоза «Цинсвла» села Гегути Кутаисского района
26. Сарсания, Ксения Павловна — колхозница колхоза «Ингири» Зугдидского района
27. Стуруа, Георгий Феодорович — заместитель председатель Совнаркома Грузинской ССР.
28. Твалчрелидзе, Георгий Григорьевич — первый секретарь Аджарского обкома и Батумского горкома КП(б) Грузии
29. Футкарадзе, Исмаил Хасанович — председатель Совнаркома Аджарской АССР
30. Хоштария, Симон Георгиевич — заместитель председатель Совнаркома и народного комиссара земледелия Грузинской ССР
31. Цкипуришвили, Лаврентий Платонович — бурщик-крепильщик шахты им. Ленина треста «Ткибулуголь»
32. Цховребашвили, Владимир Гедеванович — первый секретарь Юго-Осетинского обкома и Сталинирского горкома КП(б) Грузии
33. Чадунели, Мария Фридоновна — председатель колхоза «Глехис Имеди» села Игоети Каспского района
34. Чарквиани, Кандид Несторович — первый секретарь ЦК КП(б) Грузии
35. Чигладзе, Николай Георгиевич — очистник рудника им. Орджоникидзе, треста «Чиатурмарганец»
36. Чохели, Иван Тандилович — председатель колхоза «Шромис Дроша» села Чохи Душетского района
37. Чачибая, Георгий Дутуевич — первый секретарь Зугдидского райкома КП(б) Грузии
38. Шерозия, Калистрат Несторович — второй секретарь ЦК КП(б) Грузии

## Март

### 7 марта
- О награждении орденом Ленина заслуженного деятеля науки и техники академика Галеркина Б. Г.

- За «выдающиеся научные работы в области строительной механики и теории упругости наградить заслуженного деятеля науки и техники академика. Галеркина Бориса Григорьевича, в связи с 70-летием со дня рождения, орденом Ленина.», :

- Галёркин, Борис Григорьевич

### 31 марта
- О награждении тов. Барсукова Е. З.

- За «выдающиеся заслуги в деле развития и укрепления артиллерии Красной Армии», в связи с 75-летием со дня рождения награждён:

- Барсуков, Евгений Захарович

## Апрель
21 награждённый.

### 23 апреля
- О награждении Таджикского Государственного театра оперы и балета

- За «выдающиеся успехи в развитии таджикского оперного и балетного искусства» награждён:

- Таджикский Государственный театр оперы и балета

- О награждении участников декады таджикского искусства

- За «выдающиеся заслуги в деле развития таджикского театрального и музыкального искусства» награждены:

1. Айни, Садриддин — заслуженный деятель науки Таджикской ССР, писатель
2. Галибова, Рена Абрамовна — заслуженная артистка Таджикской ССР, артистка Таджикского Государственного театра оперы и балета
3. Камалов, Азам — заслуженный деятель искусств Таджикской ССР, дирижёр-композитор
4. Касымов, Мухамеджан — заслуженный артист Таджикской ССР, артист Сталинабадского Академического театра драмы
5. Фазилова, Туфа — заслуженная артистка Таджикской ССР, артистка Таджикского Государственного театра оперы и балета

### 25 апреля
- О награждении строителей Большого Памирского тракта имени тов. И. В. Сталина в Таджикской ССР

- За «выполнение в рекордно короткий срок задания по строительству высокогорной автомобильной дороги Сталинабад — Хорог» награждены особо отличившихся на строительстве тракта колхозники, инженеры и техники, советские и партийные работники Таджикской ССР:

1. Абдулаев, Пулат — руководитель политмассовой работой на строительстве дороги, третий секретарь ЦК КП(б) Таджикистана
2. Абдулаев, Таир — землекоп, колхозник колхоза им. М. Горького Шульмакского района
3. Азимов, Нозим — землекоп, колхозник колхоза им. Сталина Комсомолабадского района
4. Анисимов, Николай Николаевич — начальник 1-го стройучастка
5. Гулломалиев, Назрузали — бригадир-землекоп, колхозник колхоза им. Будённого Рушанского района
6. Кенжаев, Касыр — бригадир бурильщиков, колхозник колхоза «Большевик» Гармского района
7. Кузнецов, Андрей Александрович — заместитель начальника строительства дороги по политчасти, первый секретарь обкома партии АГБО
8. Мазаев, Александр Васильевич — начальник управления строительства дороги, первый заместитель председателя Совнаркома Таджикской ССР
9. Малик, Гадо — землекоп, колхозник колхоза имени Ворошилова Оби-Гармского района
10. Муратов, Саидали — бурильщик, колхозник колхоза имени «Правды» Калаи-Хумбского района
11. Наибов, Исхак — бурильщик, колхозник колхоза имени Ленина Саягворского района
12. Роцушев, Курбанмамад — бурильщик, колхозник колхоза имени Ленина Бартангского района
13. Ходжикалонов, Тошбек — бригадир бурильщиков, колхозник колхоза имени Калинина Шугнанского района
14. Шоназаров, Холназар — бурильщик, колхозник колхоза «Парижская Коммуна» Джиргатальского района
15. Шкарбан, Иван Григорьевич — заместитель начальника управления строительства дороги по политчасти Гармской области, первый секретарь Гармского обкома КП(б) Таджикистана

## Май

### 12 мая
- О награждении работников Государственного Ордена Ленина завода № 8 имени М. И. Калинина

- За «выдающиеся заслуги в области вооружения Красной Армии и Военно-Морского Флота, за создание и освоение в производстве новых образцов вооружения» награждены:

1. Локтев, Лев Абрамович — главный конструктор
2. Фраткин, Борис Абрамович — директор завода, ранее награждённый орденом Трудового Красного Знамени и орденом Красной Звезды
3. Шамшурин, Лев Иванович — старший мастер
4. Штарёв, Иван Васильевич — слесарь

## Июнь

### 3 июня
- О награждении доктора химических наук профессора Магидсона О. Ю.

- За «выдающиеся заслуги в деле изыскания и промышленного освоения новых лекарственных средств, получивших широкое применение в лечебном деле» награждён

- Магидсон, Онисим Юльевич — доктор химических наук, профессор Научно-исследовательского химико-фармацевтического института им. С. Орджоникидзе Наркомздрава СССР

## Июль

### 28 июля
- О присвоении звания Героя Социалистического Труда тов. Костикову А. Г.

- За «выдающиеся заслуги в деле изобретения и конструирования одного из видов вооружения, поднимающего боевую мощь Красной Армии», награждён:

-  Костиков, Андрей Григорьевич

- О награждении инженеров, конструкторов и техников Народного Комиссариата боеприпасов СССР

- За «выдающиеся достижения по созданию одного из видов вооружения, поднимающего боевую мощь Красной Армии», награждены:

1. Аборенков, Василий Васильевич — военинженер 1 ранга
2. Гвай, Иван Исидорович — инженер-механик
3. Галковский, Владимир Николаевич — техник-конструктор

## Август
9 награждённых.

### 23 августа
- О награждении завода № 18 имени К. Е. Ворошилова

- За «образцовое выполнение задания Правительства по выпуску боевых самолётов», награждён:

- Завод № 18 имени К. Е. Ворошилова

- О награждении работников завода № 18 Народного комиссариата авиационной промышленности

- За «образцовое выполнение заданий Правительства по выпуску боевых самолётов», награждён:

- Шенкман, Матвей Борисович — директор завода.

- О награждении завода № 24 имени Фрунзе

- За «образцовое выполнение задания Правительства по выпуску авиационных моторов для боевых самолётов», награждён:

- Завод № 18 имени К. Е. Ворошилова

- О награждении работников заводов №№ 26, 24 и 16 Народного комиссариата авиационной промышленности

- За «образцовое выполнение заданий Правительства по выпуску авиационных моторов для боевых самолётов», награждены следующие работники:

по заводу № 26
1. Витков, Георгий Дмитриевич — начальник цеха.

по заводу № 24
1. Гуров, Михаил Григорьевич — мастер
2. Деменов, Александр Венедиктович — начальник цеха
3. Куинджи, Анатолий Александрович — главный инженер завода
4. Флиский, Михаил Романович — заместитель главного конструктора
5. Юдин, Ефрем Маркович — начальник конструкторского отдела

## Сентябрь
19 награждённых.

### 8 сентября
- О присвоении звания Героя Социалистического Труда т.т. Шахурину А. И., Дементиеву П. В., Воронину П. А., Третьякову А. Т.

- За «выдающиеся достижения в области организации и осуществления серийного производства новых типов боевых самолётов», награждены:

1.  Шахурин, Алексей Иванович — народный комиссар авиапромышленности
2.  Дементьев, Пётр Васильевич — первый заместитель народного комиссара авиапромышленности
3.  Воронин, Павел Андреевич — заместитель народного комиссара авиапромышленности
4.  Третьяков, Анатолий Тихонович — директор завода № 1.

- О награждении работников Народного комиссариата авиационной промышленности СССР

- За «образцовое выполнение заданий Правительства по выпуску боевых самолётов», награждён:

- Хруничев, Михаил Васильевич — заместитель Народного комиссара авиационной промышленности.

- О награждении работников завода № 1 Народного комиссариата авиационной промышленности СССР

- За «образцовое выполнение заданий Правительства по выпуску боевых самолётов», награждён:

1. Литвинов, Виктор Яковлевич — главный инженер завода
2. Шепеткин, Александр Петрович — медник-сборщик

### 16 сентября
- О награждении особо отличившихся конструкторов и работников Особого Технического Бюро

- За «выдающиеся успехи в области конструирования боевых самолётов, принятых на вооружение ВВС Красной Армии», награждён:

- Петляков, Владимир Михайлович — главный конструктор.

### 19 сентября
- О присвоении звания Героя Социалистического Труда т. Зальцману И. М.

- За «выдающиеся достижения в области организации серийного производства новых типов танков» награждён:

-  Зальцман, Исаак Моисеевич — директор Кировского завода

- О присвоении звания Героя Социалистического Труда т. Котину Ж. Я.

- За «выдающиеся достижения в создании новых типов танков» награждён:

-  Котин, Жозеф Яковлевич — главный конструктор Кировского завода (1-й орден ▶)

- О награждении завода № 75

- За «образцовое выполнение задания Правительства по выпуску танковых моторов» награждён:

- Завод № 75.

- О награждении работников Ордена Ленина, ордена Красного Знамени и ордена Трудового Красного Знамени Кировского завода Народного комиссариата среднего машиностроения

- За «образцовое выполнение задания Правительства по выпуску танков» награждены:

1. Бондарко, Владимир Васильевич — главный инженер завода
2. Виноградов, Григорий Петрович — кузнец
3. Жерехов, Николай Васильевич — заместитель директора завода
4. Козин, Михаил Дмитриевич — парторг ЦК ВКП(б) на заводе
5. Титов, Кузьма Емельянович — начальник цеха
6. Хохлов, Константин Арсеньевич — начальник цеха

- О награждении работников Ордена Ленина завода № 183 Народного комиссариата среднего машиностроения

- За «образцовое выполнение задания Правительства по выпуску танков» награждены:

1. Захаров, Василий Фомич — мастер
2. Максарёв, Юрий Евгеньевич — директор завода

## Октябрь 16

### 28 октября
- О награждении орденами и медалями начальствующего и рядового состава частей Московской зоны противовоздушной обороны и Московского военного округа

- За «проявленное мужество и умение в отражении налётов вражеской авиации на Москву» награждены:

1. лейтенант Богомолов, Георгий Сергеевич
2. лейтенант Васильев, Борис Андреевич
3. лейтенант Даргио, Павел Никодимович
4. лейтенант Жидков, Пётр Григорьевич
5. лейтенант Киселёв, Виктор Александрович
6. майор Карпенко, Григорий Павлович
7. сержант Краснопевцев, Фёдор Петрович
8. старший лейтенант Монастырский, Григорий Фёдорович

### 31 октября
- О награждении работников завода № 21 имени Орджоникидзе и Муромского фанерного завода

- За «образцовое выполнение задания Правительства по выпуску боевых самолётов» награждены:

по заводу № 21 имени Орджоникидзе
1. Агуреев, Алексей Васильевич — бывший начальник цеха, парторг ЦК ВКП(б) на заводе № 21
2. Гостинцев, Александр Фёдорович — директор завода № 21
3. Лавочкин, Семён Алексеевич — главный конструктор.

## Ноябрь
4 награждённых.

### 24 ноября
- О награждении работников Магнитогорского и Кузнецкого металлургических заводов

- За «образцовое выполнение задания Правительства по изготовлению материала для танков» награждены:

по Магнитогорскому заводу
1. Носов, Григорий Иванович — директор завода
2. Рыженко, Николай Андреевич — заместитель главного механика завода

### 25 ноября
- О присвоении звания Героя Социалистического Труда тов. Ильюшину С. В.

- За «выдающиеся достижения в области создания новых типов боевых самолётов», награждён:

-  Ильюшин, Сергей Владимирович

- О награждении особо отличившихся конструкторов и работников Особого конструкторского бюро НКАП

- За «задающиеся успехи в области конструирования боевых самолётов, принятых па вооружение ВВС Красной Армии» награждён:

- Мальцев, Яков Иванович — заместитель главного конструктора.

## Декабрь
9 награждённых.

### 4 декабря
- О награждении работников промышленности, занятых изготовлением вооружения

- За «успешное выполнение заданий Правительства по освоению и производству вооружения, повышающего боевую мощь Красной Армии» награждены:

1. Базаров, Василий Иванович — директор завода № 70
2. Зарубин, Сергей Александрович — мастер завода № 70
3. Муратов, Фёдор Николаевич — директор Воронежского завода им. Коминтерна

### 29 декабря
- О награждении Горьковского автомобильного завода имени Молотова

- За «образцовое выполнение заданий Правительства по выпуску оборонной продукции» награждён:

- Горьковский автомобильный завод имени Молотова.

- О награждении работников Горьковского автомобильного завода имени Молотова Народного комиссариата среднего машиностроения

- За «образцовое выполнение заданий Правительства по выпуску оборонной продукции» награждены:

1. Кардашин, Иван Ильич — кузнец автозавода им. Молотова
2. Кучумов, Павел Сергеевич — бывший главный инженер автозавода, ныне заместитель наркома среднего машиностроения
3. Лоскутов, Иван Кузьмич — директор автозавода им. Молотова
4. Лифшиц, Александр Маркович — главный инженер автозавода им. Молотова
5. Ляхов, Асафий Иванович — стахановец инструментального цеха